# Vizion Plus
Vizion Plus é uma rede de televisão comercial aberta albanesa fundada em 1999. É a terceira rede de televisão mais vista do país, sendo que alcança 80% do território albanês. Principal integrante do Media Vizion Sh.A., a rede está sediada na cidade de Tirana. A programação da emissora é voltada principalmente ao entretenimento, com diversos programas direcionados a segmentos específicos: talk shows, jornalísticos, séries e telenovelas.